# Atropat
Atropat (perz. Atarepâta ili Aturpat; „Čuvar vatre“, grč. Aτρoπάτης; Atropates) je bio perzijski plemić koji je tijekom druge polovice 4. stoljeća pr. Kr. služio perzijskog vladara Darija III. Kodomana, potom Aleksandra Makedonskog na mjestu satrapa Medije, da bi na kraju stvorio nezavisnu dinastiju i državu nazvanu po njemu (Atropatena). Povjesničar Diodor naziva ga „Atrap“ (Atrapes), dok Kvint Kurcije Ruf koristi pogrešno ime „Arsak“ (Arsaces).

## Politički život

### Pozadina
O ranoj Atropatovoj karijeri malo je poznato, no zna se kako su mu roditelji bili zoroastrijci, odnosno sljedbenici učenja proroka Zaratustre. To se može iščitati iz njegovog imena Atropat što znači „Čuvar vatre“; vatra je bila zoroastrijski simbol, a jedan od Zaratustrinih sinova također se zvao Atropat. Atropatova obitelj je vjerojatno bila vrlo bogata i utjecajna, budući kako je on služio kao satrap Medije koja je bila jedna od najvažnijih pokrajina Perzijskog Carstva.

### U perzijskoj službi
Atropat je služio kao jedan od generala u perzijskoj vojsci tijekom bitke kod Gaugamele (331. pr. Kr.), gdje je predvodio jedan od najvažnijih kontingenata Darijeve vojske. Bitka je završila makedonskom pobjedom, nakon čega se Perzijsko Carstvo više nije moglo oporaviti.
Tijekom zime iste godine, Atropat je primio Darija III. u glavnom medijskom gradu Ekbatani, gdje je perzijski veliki kralj pokušao okupiti novu vojsku za borbu protiv Aleksandra Makedonskog koji se nakon osvajanja Perzepolisa približavao prema sjeveru. Darije III. Kodoman se potom povukao prema istoku gdje su ga 330. pr. Kr. ubili baktrijski satrap Bes i njegovi saveznici.

### U makedonskoj službi
Nakon Darijeve smrti Atropat se odlučio predati Aleksandru, koji ga je primio zbog prijateljske politike prema perzijskom plemstvu u kojima je vidio prijeko potrebne saveznike (primjeri su Artaban II. i Mazej). Aleksandar je odlučio zadržati Atropata na mjestu satrapa Medije, unatoč tome što je tu poziciju prethodno namijenio Oksidatu koji se pokazao nepouzdanim.
Grad Ekbatana (moderni Hamadan) je zbog svoje strateške važnosti predstavljala vezu između Mezopotamije odnosno Mediterana i istočnih satrapija, što je podrazumijevalo kako ju je Aleksandar morao ostaviti na čuvanje nekom vrlo pouzdanom. Atropat se takvim i pokazao; kada je Aleksandrova desna ruka Parmenion ubijen u Ekbatani, Atropat je uspijevao održati mir i stabilnost u zemlji. Godine 324. pr. Kr. Atropat je uhitio Barijaksa koji se predstavljao kao novi kralj Medijaca i Perzijanaca, te ga je zarobljenog isporučio Aleksandru prilikom posjete Pasargadu, religijskoj metropoli Perzije.
Atropat je putovao zajedno s Aleksandrom u Suzu, gdje se njegova kći udala za Perdiku, jednog od najvažnijih makedonskih generala. Tijekom jeseni i zime 324./323. pr. Kr. Atropat je ponudio Aleksandru neobični dar od sto ratnica Amazonki, čime ga je želio oraspoložiti nakon smrti njegovog bliskog prijatelja Hefestiona koji je umro nedugo nakon dolaska u Ekbatanu. Ipak, povjesničar Arijan u svojim djelima izražava sumnju u istinitost ove priče.
Pola godine kasnije, Aleksandar je umro a makedonski generali (dijadosi) između sebe su podijelili osvojene satrapije prilikom sastanka u Tripardisu (320. pr. Kr.). Medija je njihovom odlukom podijeljena; južni dio koji je kontrolirao put između istoka i zapada pripao je Makedoncu Pitonu, dok je sjeverni dio ostao pod okriljem Atropata. Grčki povjesničari nakon ovog događaja više ne spominju Atropata, zbog čega se čini kako nije igrao značajniju ulogu tijekom ratova dijadosa.

### Nakon Aleksandrove smrti
Atropatov kasniji život poznat je iz zoroastrijske povijesne ostavštine, koja navodi kako su pripadnici te religije proganjani u doba Aleksandrove vladavine. Neki od njih (među njima i sam Atropat) bili su lojalni makedonski sljedbenici, dok su neki pružali otpor tuđincu. Zoroastrijska „Knjiga Arde Viraf“ iz 3. ili 4. stoljeća pr. Kr. spominje:

Odvratni i poremećeni zloduh, u cilju da odvrati ljude od ove religije, potaknuo je Aleksandra (...) da dođe u našu zemlju Iran te donese rat i razaranje; on je također ubio iranskog vladara (Darija), uništio glavni grad Perzepolis i cijelo carstvo, te ih pustio da propadaju.
I ova religija, odnosno cijela Avesta i njeni tekstovi pisani u kravljoj koži zlatnom tintom, koja je bila pohranjena u arhivima u Stakhar Papakanu i (...), spaljena je od strane Aleksandra. On također pobiše neke visoke svećenike i suce, Mage i čuvare religije, stručnjake i mudrace iz zemlje Irana. On isto baci mržnju i razdor između našeg plemstva i stanovništva iz zemlje Irana.

Danas se točno ne zna kakvi su tekstovi spaljeni, budući kako se većina zoroastrijskih učenja čitala iz Aveste koja je pisana u kasnijem razdoblju. Postoji mogućnost kako je ubijanjem zoroastrijskih svećenika nestala većina usmene predaje, ali i pisanih tekstova.
Nakon što je pokoreno carstvo bilo podijeljeno između dijadosa, Atropat je ostao jedan od autohtonih vladara. Čini se kako je odigrao važnu ulogu u spašavanju zoroastrista s obziro na to da „Knjiga Arde Viraf“ dalje navodi:

Nakon toga, stvorena je opća zbunjenost i razdori između stanovništva Irana, jedno za drugim. I tako nisu imali ni gospodara, ni vladara, ni starješine, ni visoke svećenike koji bijahu upoznati s religijom, zbog čega postajahu skeptični u odnosu prema Bogu; brojne religije i vjerovanja, zakoni i norme vladaše našom zemljom, sve do vremena kada dođoše blagoslovljeni i besmrtni Ataropad-i Marspendan, na čijim se grudima prema Denkardu lijevao rastopljeni mjed.

Denkard je jedna od avestinih priča, koja u današnjem obliku datira iz srednjeg vijeka te sadržava tekstove koji ne spominju ništa o „lijevanju mjeda na grudima“, što je očito bila staroiranska fraza za srdačnost i čestitost. Autor „Knjige Arde Viraf“ očito pripovijeda o svojevrsnom obliku drevne legende, no ona svakako može upućivati na to kako je Atropat bio veliki zaštitnik svog naroda, o čemu svjedoči i kako se zemlja kojom je vladao stoljećima kasnije zvala „Medija Atropatena“ ili kraće „Atropatena“. Atropatova dinastija vladala je preko pola tisućljeća (o čemu je pisao i Strabon); prvo kao nezavisni vladari, zatim kao seleukidski, te konačno arsakidski vazali. Dinastijski brakovi s vladajućim Partima nisu bili rijetkost.
Ovaj naziv preživio je od starog vijeka; Arsakidi i Sasanidi koristili su inačicu „Aturpatakan“ koja je kasnije postala korijenom za naziv moderne države Azerbajdžan, odnosno istoimene iranske pokrajine Azerbajdžan.

## Poveznice
- Darije III. Kodoman
- Aleksandar Makedonski
- Atropatena

## Vanjske poveznice
- Atropat (Atropates), enciklopedija Iranica, M. L. Chaumont  Arhivirana inačica izvorne stranice od 15. listopada 2007. (Wayback Machine)
- Atropat (Livius.org, Jona Lendering)  Arhivirana inačica izvorne stranice od 29. listopada 2007. (Wayback Machine)
- Atropat (Atropates), AncientLibrary.com
- Atropat (enciklopedija Britannica)